# Loudetia arundinacea
Loudetia arundinacea es una especie  de planta herbácea de la familia de las poáceas. Es originaria de África.

## Descripción
Es una planta perenne, cespitosa, pubescentes o lanosa. Culmos de 60-300 cm de largo, con entrenudos distalmente glabros o pubescentes.  Lígula con una franja de pelos. Láminas foliares de 20-70 cm de largo, 3-15 mm de ancho. La inflorescencia en forma de panícula  abierta, oblonga, densa, o suelta, largo 18-70 cm. Ramas primarias de la panícula verticiladas en la mayoría de los nodos. Espiguillas solitarias. Espiguillas fértiles pediceladas.

## Distribución
Se distribuye por África occidental y África oriental tropical.

## Taxonomía
Loudetia arundinacea fue descrita por (Hochst. ex A.Rich.) Steud. y publicado en Synopsis Plantarum Glumacearum 1: 238. 1854.
Sinonimia
- Loudetia eriopoda C.E.Hubb.
- Loudetia grisea (K.Schum.) Pilg.
- Loudetia thomasii C.E.Hubb.
- Trichopteryx arundinacea (A.Rich) Hack. ex Engl.
- Trichopteryx arundinacea var. trichantha Peter
- Trichopteryx convoluta De Wild.
- Trichopteryx dobbelaerei De Wild.
- Trichopteryx elegans var. hensii De Wild.
- Trichopteryx grisea K.Schum.
- Trichopteryx verticillata De Wild.
- Tristachya arundinacea Hochst. ex A.Rich. basónimo[4]